# Tepoztopilli

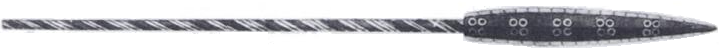
Tepoztōpīlli dalla collezione Armeria Real di Madrid

Il tepoztopilli era un'arma comune nella prima linea militare degli Aztechi. 

## Descrizione
Si trattava di una lancia da usare nel combattimento corpo a corpo. A giudicare dai disegni presenti in vari Codici aztechi, era all'incirca dell'altezza di un uomo, con un'ampia testa in legno lunga al massimo due palmi, e con lame in ossidiana simili a rasoi inserite in profondità nei solchi tracciati nella testa, e lì cementate con bitume o con resina delle piante come adesivo. Questo li rendeva vagamente simili ai macuahuitl o ai "macana", anche se avevano superfici taglienti più piccole, ed un'impugnatura più lunga. Avevano un affondo molto maggiore, ma bisognava stare molto attenti a portare i colpi. 
Era una via di mezzo tra un'alabarda ed una lancia, ed era utile sia per colpire con fendenti che per affondare direttamente. Il conquistador Bernal Díaz del Castillo dice che in un'occasione la sua armatura fu bucata da una lancia azteca, e che solo la sua spessa cotta di cotone gli salvò la vita. 
Sfortunatamente l'ultimo tepoztopilli originale venne distrutto dall'incendio del 1884 nell'Armería Real di Madrid, dove era in esposizione.